# Насиой
На́сиой (англ. Nasioi; также наа́сиой англ. Naasion, киета англ. Kieta и аундже англ. Aunge) — восточнопапуасский язык южнобугенвильской семьи, распространённый на юге острова Бугенвиль, Папуа — Новая Гвинея.

## Классификация
Традиционно язык называется «насиой» (англ. Nasioi), но в научной литературе также распространён вариант с удвоенной «а» — наасиой (англ. Naasioi). Такая запись возникла ввиду того, что ударение падает на гласный звук, но на второй слог, из-за чего в название было принято добавить ещё один слог в виде ударного звука «а». В ряде исследований фиксируются альтернативные названия языка: «киета» (англ. Kieta; или англ. Kieta Talk) и аундже (англ. Aunge).
Насиой входит в так называемой филум восточнопапуасских языков, теория которого предложена лингвистом Стивеном Вурмом. В классификации Вурма 1982 года от него отделяется восточнобугенвильская семья и ветвь насиой, в которую входят язык наговиси и собственно насиой. Позже лингвист Малькольм Росс внёс изменения в классификацию, объединив ветви насиой и буин в одну, назвав её южнобугенвильскими языками.

## Современное положение

### Ареал и численность

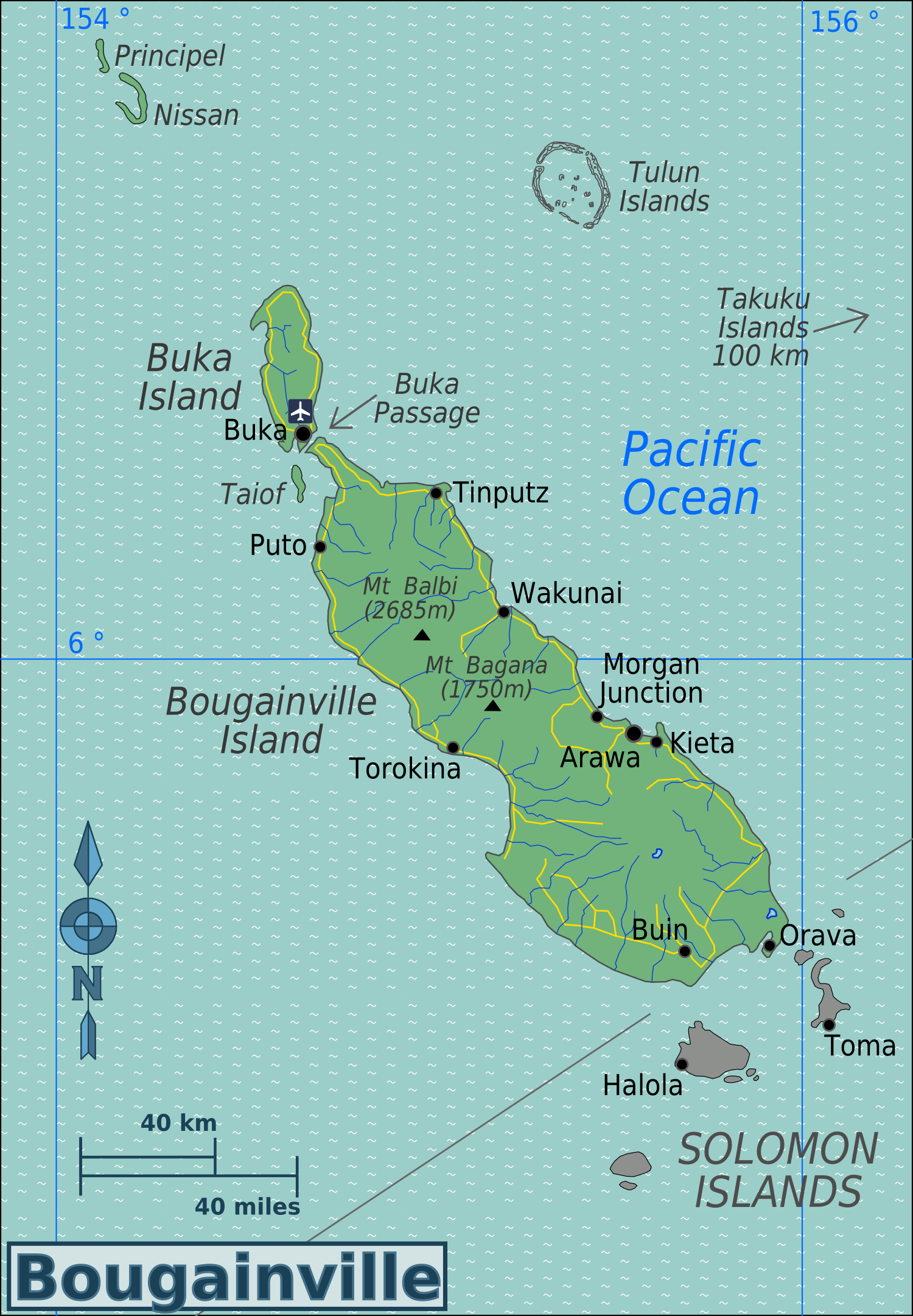
Карта острова Бугенвиль. Большая часть носителей проживает в районе Киета в западной части острова

Носители языка насиой проживают в районе Киета на острове Бугенвиль в Папуа — Новой Гвинеи. У языка насиой зафиксировано 22 000 носителей на 2009 год, что делает его одним из самых распространённых на острове. Он уступает другому крупному языку — буин с 27 000 говорящих. Для многих населённых пунктов Бугенвиля, где проживают представители народа насиой, он является единственным языком повседневного общения, в то время как официальные языки страны ток-писин и креольский английский становятся вторым языком общения практически для всех детей и взрослых народа насиой.

### Диалекты
Насиой включает в себя ряд диалектов: лантанай, коромира, оуне и симеку. Все они располагаются в районе Киета и включают от 300 до 1898 носителей на момент переписи 1980—1990 годов.

## Лингвистическая характеристика

### Фонетика и фонология

#### Согласные
Согласные звуки языка насиой:
|             |             | Губные | Альевол. | Палат.-веляр. | Глотт. |
| ----------- | ----------- | ------ | -------- | ------------- | ------ |
| Взрывные    | Глухие      | [p]    | [t]      | [k]           | [ʔ]    |
| Взрывные    | Звонкие     | [b]    | [d]      | [ɡ]           |        |
| Одноударные | Одноударные |        | [r]      |               |        |
| Носовые     | Носовые     | [m]    | [n]      | [ŋ]           |        |

Шумные согласные звуки [p], [t], [k] являются аспиратами.

#### Гласные
Гласные звуки языка насиой:
|                | Передние | Средние | Задние |
| -------------- | -------- | ------- | ------ |
| Верхние        | [i]      |         | [u]    |
| Средне-верхние | [e]      |         | [o]    |
| Нижние         |          | [a]     |        |

### Морфология

#### Существительное
В насиой, вероятно, отсутствует грамматический род.

#### Глагол
Насиой имеет родственные глагольные формы с другими южнобугенвильскими языками. Так, в насиой есть неправильные глаголы, лицо которых определяется чередованием согласных.
| Русский   | Лицо      | Глагол |
| --------- | --------- | ------ |
| «Быть»    | 1-е       | ono    |
| «Быть»    | 2-е и 3-е | oto    |
| «Идти»    | 1-е       | mo     |
| «Идти»    | 2-е и 3-е | po     |
| «Умирать» | 1-е       | moo    |
| «Умирать» | 2-е       | doo    |
| «Умирать» | 3-е       | poo    |

#### Суффиксы
Существительные, глаголы, прилагательные, числительные в насиой могут иметь суффиксы-классификаторы, которых в насиой насчитывается более 100, что больше, чем в любых других папуасских языках. Например: -ruta (глаз), pooroʔ-koo-na-ruta — «глаз свиньи»; -vari (дерево), kare-vari-ru — «четыре дерева».

### Лексика
У насиой и обнаруженного в 2021 году языка аваипа существует общая лексика, из-за чего последний ограниченно причисляют к южнобугенвильским языкам. Исследователи составили и сравнили списки семантических полей различных языков и установили большое количество совпадений в лексике насиой и аваипа, ограниченной семантическим полем названий птиц. Энтони Рейган предполагает, что аваипа может быть пиджином нескольких южнобугенвильских языков. Отмечается, что носители аваипа могут понимать насиой, но носители насиой носителей аваипа — нет. Насиой отмечают, что язык авайпа кажется им «перековерканным».

## Письменность
Во время Бугенвильского кризиса (1988—1998) Питер Каратапи, лидер движения Otomaung, создал алфавит для языка насиой. Каждый звук обладает буквой, за исключением [ŋ], обозначаемого диграфом, и [ʔ], не имеющего собственного символа. Лингвист Пирс Келли, изучавший письменность насиой, отмечает невысокую степень людей, полностью ею владеющих. За исключением Питера Каратапи, он знаком лишь с двумя полностью обученными его системе письма людьми. Непродолжительное время в школе, управляемой Каратапи, письмо преподавалось детям вплоть до третьего класса. Текущее положение письменности неизвестно, однако фиксировались случаи её использования на предметах одежды и флагах.